# John Gerald Milton
John Gerald Milton, född 21 januari 1881 i Jersey City, New Jersey, död 14 april 1977 i Jersey City, New Jersey, var en amerikansk demokratisk politiker och advokat. Han representerade delstaten New Jersey i USA:s senat från januari till november 1938.
Milton studerade juridik och inledde 1903 sin karriär som advokat i Jersey City.
Senator A. Harry Moore avgick 1938 för att tillträda som guvernör i New Jersey. Milton blev utnämnd till senaten fram till fyllnadsvalet senare samma år. Han kandiderade inte i fyllnadsvalet och efterträddes i november 1938 som senator av republikanen William Warren Barbour.
Milton fortsatte sin verksamhet som advokat efter sin tid som senator. Efter George L.P. Radcliffes död 29 juli 1974 blev Milton den äldsta då levande före detta senatorn. Han dog i födelsestaden Jersey City och hans grav finns på Holy Cross Cemetery i North Arlington i Bergen County.